# 杨晟 (唐朝)
杨晟（9世纪—894年6月21日），唐朝末年军阀。

## 生平

### 早期仕途
家世不详。本是凤翔军士兵，节度使李昌符畏其勇，欲杀之，李昌符妾周氏指使杨晟逃亡，杨晟加入神策军为都校。

### 为节度使
光启元年（885年），左右神策十军使宦官田令孜与邠宁节度使朱玫和李昌符结盟讨伐河东节度使李克用和护国军节度使王重荣，兵败，挟持唐僖宗出奔陈仓。朱玫、李昌符也与田令孜决裂，朱玫遣一万骑兵会合李昌符追赶僖宗。二年（886年）正月，杨晟与朱玫战于潘氏，大败，战鼓之声传到行宫，内外无固守之心。僖宗在兴、凤二州设置感义军，提拔杨晟为感义军节度使、检校司空，守大散关。五月，朱玫派将王行瑜率邠宁、河西兵五万追僖宗乘舆，杨晟数战数退，僖宗出奔兴元府，杨晟弃大散关西奔，朱玫克凤州。七月，王行瑜攻兴州，杨晟弃感义军而走，十月，袭文州，逐刺史，据成、龙、茂等州。
后田令孜辞职为西川军监军，朱玫、李昌符亦败亡，周氏为杨晟所得，杨晟事她如母，周氏请求做杨晟的妻子，杨晟坚辞，早晚问候完了才处理事务。

#### 对抗王建
永平军节度使王建奉朝廷之令讨伐田令孜兄西川节度使陈敬瑄，攻西川军军部成都，田令孜因杨晟是自己旧将，与其联合，授其威戎军节度使（一作观察使），守彭州。文德元年（888年）十二月，王建攻彭州，陈敬瑄派眉州刺史山行章率后兵五万屯新繁以相救。龙纪元年（889年）正月，王建大破山行章，杀获近万人，杨晟害怕，改屯兵于三交，山行章屯濛阳，与王建相持。杨晟不时给陈敬瑄送粮，但王建用军队占据新都后，杨晟援救陈敬瑄的道路断绝。大顺二年（891年）二月，唐昭宗下诏停止讨伐西川、恢复陈敬瑄官爵时，提到杨晟已归顺朝廷。但王建仍然继续攻打西川。七月，陈敬瑄向王建投降。
杨晟攻打王建，无功而还，又害怕王建暗算自己，就与山南西道节度使杨守亮兄弟、感义军节度使满存、利阆观察使席俦等合谋对抗王建。景福元年（892年）二月，杨晟劫掠新繁，火焚汉州，派将吕尧（一作吕荛）率兵二千会合杨守亮养兄绵州刺史杨守厚攻东川节度使顾彦晖治所梓州，王建遣行营都指挥使李简败杀吕尧。王建派族子嘉州刺史王宗裕、养子雅州刺史王宗侃、威信都指挥使华洪、茂州刺史王宗瑶率五万骑兵攻彭州，杨晟迎战，被王宗瑶等败于城下，彭州被围。王建军吃彭州郊外的麦子，掠夺百姓资产。杨守亮遣其将符昭救杨晟，符昭直奔成都，王建急召华洪回，华洪施计吓退符昭。三月，杨守亮养子左神策勇胜三都都指挥使杨子实、杨子迁、杨子钊从渠州引兵救杨晟，知杨守亮必败，率其众二万降于王建。杨晟给杨守亮的养兄弟们龙剑节度使杨守贞、武定节度使杨守忠、杨守厚写信，让他们攻东川以解彭州之围，杨守贞等从之。杨晟养子杨实以八千骑兵投降王建，王建分奇兵袭杨守厚等，四月，杨守厚等都逃走。
七月，王建久攻彭州不下，百姓都逃到山谷中躲起来，王建诸寨白天出去抓人、劫掠，称之为“淘虏”，都将先选择好的，再由士卒瓜分，以为常例。军士王先成游说王宗侃，指出杨晟是陈敬瑄、田令孜所命，百姓不从杨晟，等的是王建的招安，但王建一直不招安，军士还和盗贼一样掠夺，只能使民心倒向杨晟，又说：“更有甚者，现在诸寨每天白天出六七百人，入山淘虏，薄暮才回来，无守备之意，只是依赖城中无人，万一有智者为之画策，让对方乘虚奔突，先在门内伏精兵千人，登城望见淘虏者稍走远，出弓弩手、炮手各百人，攻寨的一面，以役卒五百相随，背着柴草泥土填壕造路，然后出精兵奋击，焚寨；再于三面城下各自出兵，诸寨都只能自守而无暇相救，城中得以增兵继续杀出，如此，能不败吗！”然后列出七条建议，王建采纳，百姓果然归附王建。
二年（893年），王建密令左右告发陈敬瑄、田令孜养死士，与杨晟等相约谋反，于是杀了陈敬瑄、田令孜。

##### 败亡
杨晟开门决战，大败，于是约定投降。王建给杨晟十只羊，杨晟说：“把我当作砧板上的肉吗？”不出降。乾宁元年（894年）五月，内外都指挥使赵章率众出降王建。彭州刚被围时，米每斗五千，第二年涨到十千，这时粮尽了，百姓互相吃。王建听从王先成建议，在彭州矮墙下筑龙尾道，登城，杨晟仍然率众力战，王建军刀子都虞候王茂权斩杨晟首级。
杨晟有仁心，部下感怀其恩情，虽然城中粮食吃完了，也没有叛离的。爱将彭州马步使安师建勇敢而有礼，被擒后，王建看着他说：“你足够回报杨司徒了，能跟从我吗？”安师建道歉：“发誓与司徒同死生，不忍复戴日月。”王建劝降三次他都不答，于是王建处决了他，礼葬并祭祀。
王茂权因斩杀杨晟，论功受上赏，被王建收为养子赐名王宗训。王先成也因功升迁，后官至夔州刺史。
杨晟败亡后，王建开始图谋东川。